# Terremoto de Tenochtitlan de 1475
El terremoto de Tenochtitlan de 1475 fue un sismo ocurrido en el año de 1475 (9 caña en el calendario mexica), durante el reinado de Axayácatl. Debido a que sucedió durante la época prehispánica se conoce poco acerca de este terremoto, pero se considera que es quizá el más significativo de esas fechas.
El único registro aparece en el Códice Aubin, y gracias al fraile Juan de Torquemada quien relató en su libro, Monarquía indiana según el códice, que el terremoto "fue tan recio que no sólo se cayeron muchas casas, si no que los montes y sierras en muchas partes se desmoronaron y deshicieron". Los mexicas consideraron el terremoto como la profecía del fin de su reino.

## Daños
Este terremoto dejó destruidas todas las casas del Valle de México y causó daños considerables en los palacios y teocallis de esta zona, las chinampas se hundieron, los cerros se deslavaron, se desmoronaron y se deshicieron, se originaron grietas en la tierra y provocó un tsunami en el lago de Texcoco.